# Eremo di Montespecchio
L'eremo di Montespecchio o più correttamente eremo di Santa Maria di Montespecchio è un edificio sacro che si trova nella località omonima a Murlo.
L'eremo è ridotto a un rudere.

## Storia
In questa zona, nel tardo XIII secolo  si era ritirato a condurre vita eremitica un Giovanni al quale, nel 1189 venne donato un terreno da due contadini di Montepescini  per edificarvi una chiesa. Nel 1228 la chiesa era già stata costruita, dedicata alla Madonna di Rocamadour e vi era annesso un convento; il patrimonio venne accresciuto in seguito grazie alla donazione di altri terreni circostanti; nello stesso periodo i monaci presenti abbracciarono la regola agostiniana. 
Il convento godeva di buone entrate economiche grazie al commercio del marmo nero, cavato nei pressi, e usato nella costruzione della cattedrale senese. Il convento fu per molti secoli il più importante centro di predicazione agostiniana e nel 1449 vi si svolse l'ultimo capitolo delle congregazioni di osservanza agostiniana, con la presenza di quelli che erano i principali personaggi dell'ordine che dovevano discutere le nuove regole dell'Osservanza Regolare.
(Donato Calvi– Delle memorie istoriche della Congregazione Osservante di Lombardia dell'Ordine Eremitano di S. Agostino)
Poco dopo il convento entrò a far parte della congregazione dell'eremo di Lecceto comprendente i monasteri che applicavano più rigidamente la regola agostiniana. 

Nel XVII secolo gli edifici davano segni di cedimento strutturale causata dalla instabilità geologica dell'area; nel 1687 venne effettuato una perizia da muratori di Vallerano che confermarono la pericolosità dell'edificio. La conseguenza fu l'abbandono del convento. Ma forse non fu l'unica causa; in una memoria del XVIII secolo redatta da un sacerdote di Casciano si trova scritto 
I monaci si trasferirono a Crevole e vi rimasero fino al 1782 quando il granduca Pietro Leopoldo soppresse tutti gli ordini religiosi.

## Descrizione
La chiesa è stata costruita internamente con il cosiddetto "marmo dell'Orsa" (dal nome di un podere nelle vicinanze) dal colore aranciato, l'esterno propone invece un paramento alternato costituito dalla pietra già citata e da serpentinite, unico edificio religioso a carattere rurale della zona senese ad avere questa caratteristica; la serpentinite è estremamente rara e in genere veniva usata solo per scopi decorativi.
Resta parte dei muri perimetrali interrotti da esili monofore con copertura ad arco a sesto ribassato; la volta, a botte, è crollata; restano anche tracce delle lesene e dei capitelli che sorreggevano l'arco posto a metà della navata.
Nel bosco adiacente sono visibili i pochi resti del convento; le mura perimetrali della chiesa presentano un'inclinazione superiore a quella della torre di Pisa.